# Teenage Angst
Teenage Angst je německý hraný film z roku 2008, který režíroval Thomas Stuber. Snímek měl světovou premiéru na Berlinale 9. února 2008. Film o šikaně na střední škole zpracovává obdobné téma, které se poprvé objevilo v románu Zmatky chovance Törlesse Roberta Musila.

## Děj
Čtyři žáci elitní internátní školy opouštějí večer tajně školní internát, aby se mohli opíjet. Snaží se nalézt extrémní zábavu ve škole, kam je umístili jejich bohatí rodiče. Při svých utajených večírcích dochází i k násilí, zejména vůči Leibnitzovi, nejslabšímu ze skupiny. Vůdce skupiny Dyrbusch a jeho nohsled Bogatsch vůči Leibnitz stupňují násilí. Ten jejich výpady snáší, protože se bojí vyloučení ze skupiny. Čtvrtým ve skupině je Konstantin, který si jako jediný uvědomuje morální rozměr jejich jednání. Ale i on se zdráhá vystoupit proti svým spolužákům. Tím skupina stále více roztáčí spirálu násilí.

## Obsazení
| Janusz Kocaj         | Leibnitz     |
| Niklas Kohrt         | Dyrbusch     |
| Michael Ginsburg     | Bogatsch     |
| Franz Dinda          | Konstantin   |
| Michael Schweighöfer | učitel       |
| Stephanie Schönfeld  | Vaneska      |
| Kerstin de Ahna      | paní Severin |